# ブルゴーニュ (マルヌ県)
ブルゴーニュ （Bourgogne）は、フランス、グラン・テスト地域圏、マルヌ県の旧コミューン。

## 由来
「ブルグントの」を意味するラテン語: Burgundiiに接尾辞「-ia」が付け足されたのちに、「ブルグントの土地」を指すフランス語: domaine des Burgondesに変化する。
地名は以下の変化をたどる。
- ラテン語のBurgundia（1190年）、Burgondia（1216年）
- Bourgoigne（1274年）、Bourgongne（1278年）、Bourgoinne（1291年）、Buergoigne（1326年）
- Bourgondia juxta Remis（1328年）、Bourgogne lez Reims（1384年）
- Bourgoingne（1398年）、Bourgungne（14世紀）、Bourgoine（15世紀）

## 歴史
ラ・テーヌ文化時代の跡がコミューンで見つかっている。
村は1190年にサン・レミの公文書にて言及されている。
1920年10月1日、コミューンはクロワ・ド・ゲール勲章を授けられた。第一次世界大戦時にコミューンで多くが破壊され、長きにわたって占領され、ドイツ兵が訪れる慰霊堂があるためである。

## 人口統計
| 統計（年） | 統計（年） | 統計（年） | 統計（年） | 統計（年） | 統計（年） | 統計（年） | 統計（年） | 統計（年） |
| ---------- | ---------- | ---------- | ---------- | ---------- | ---------- | ---------- | ---------- | ---------- |
| 1962       | 1968       | 1975       | 1982       | 1990       | 1999       | 2008       | 2012       | 0000       |
| 人口（人） |            |            |            |            |            |            |            |            |
| 585        | 585        | 698        | 697        | 858        | 888        | 1019       | 992        | 0000       |

## 史跡
- サン・ピエール・ド・ブルゴーニュ教会 - 歴史記念物[5]。外構の凱旋門、聖歌隊席上部の塔といった、12世紀、13世紀のロマネスク建築の様式を保存している。
- ブルゴーニュ慰霊堂 - 墓地に建立。ビザンツ様式で内部は大理石のモザイクで装飾されている。

聖ピエール教会とブルゴーニュ慰霊堂
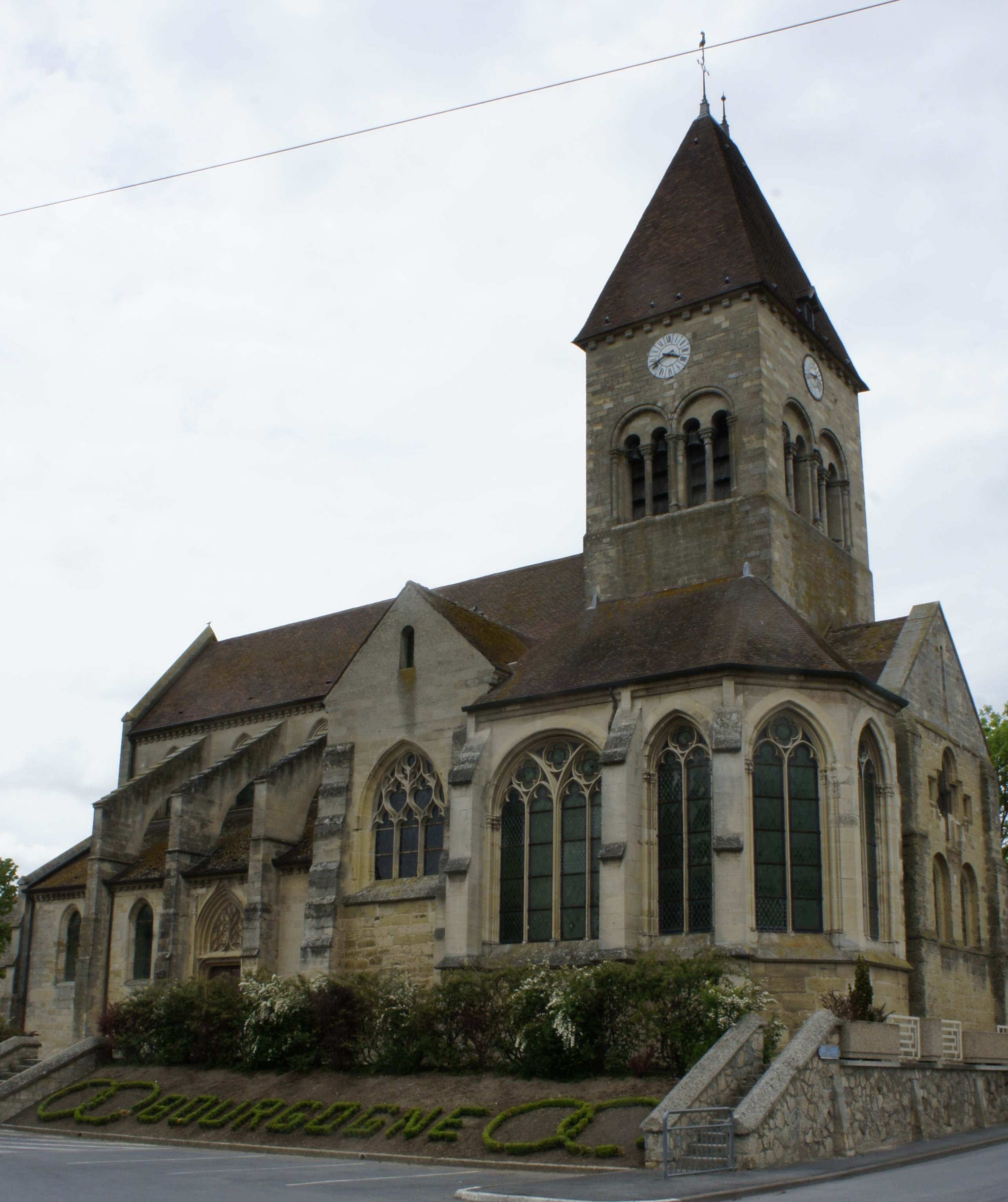
教会の外観
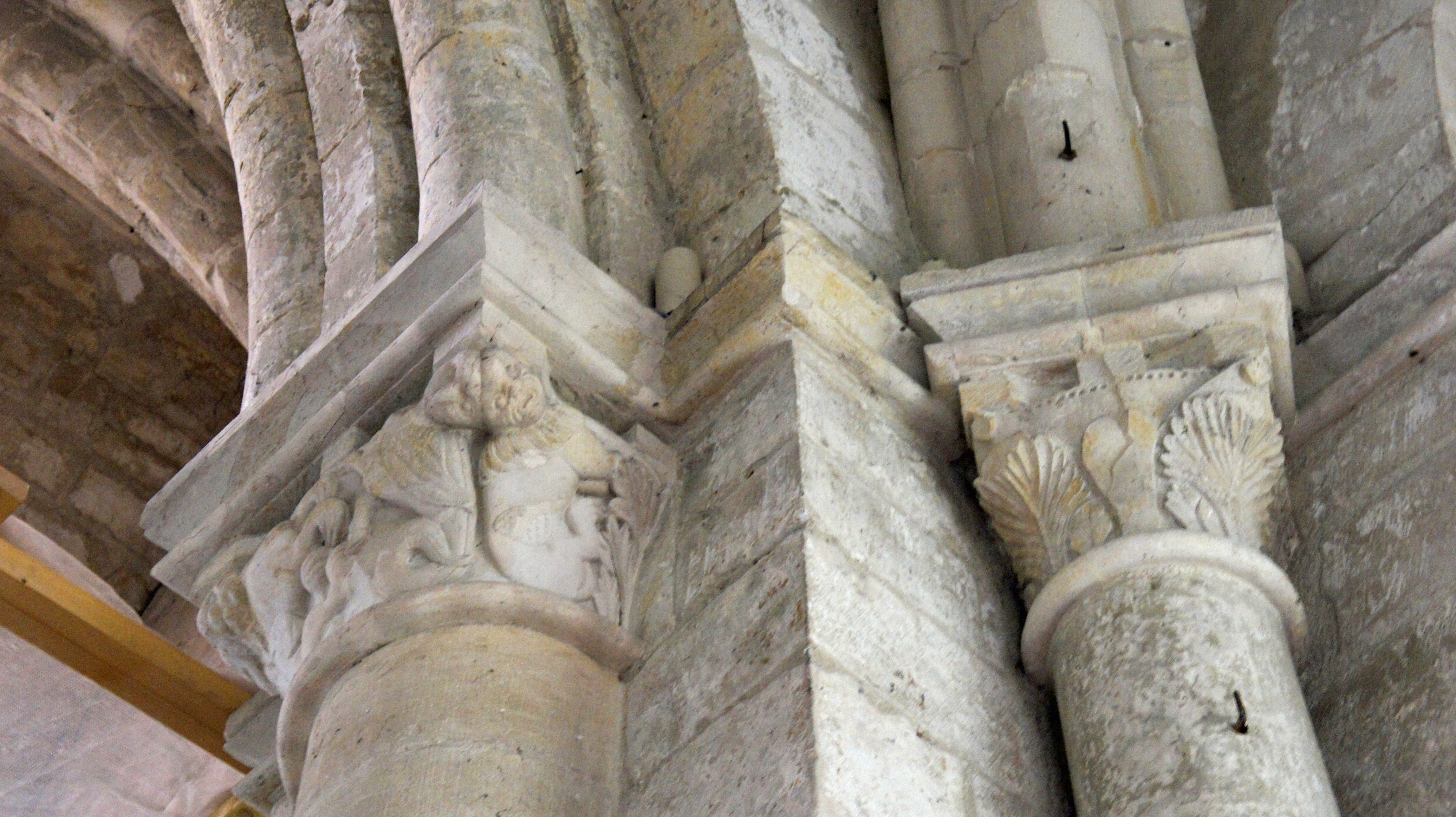
教会内陣の柱
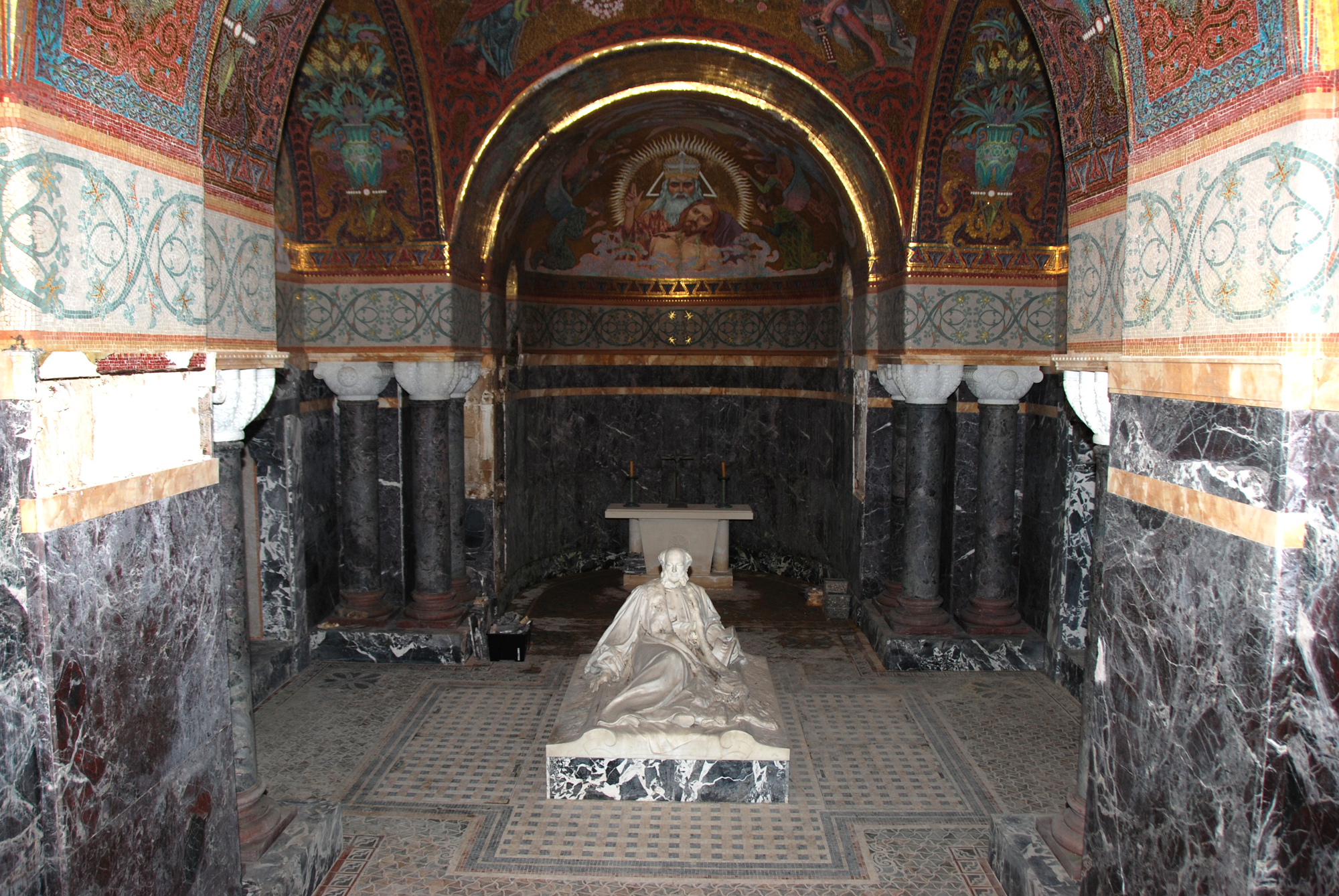
ブルゴーニュ慰霊堂の内部
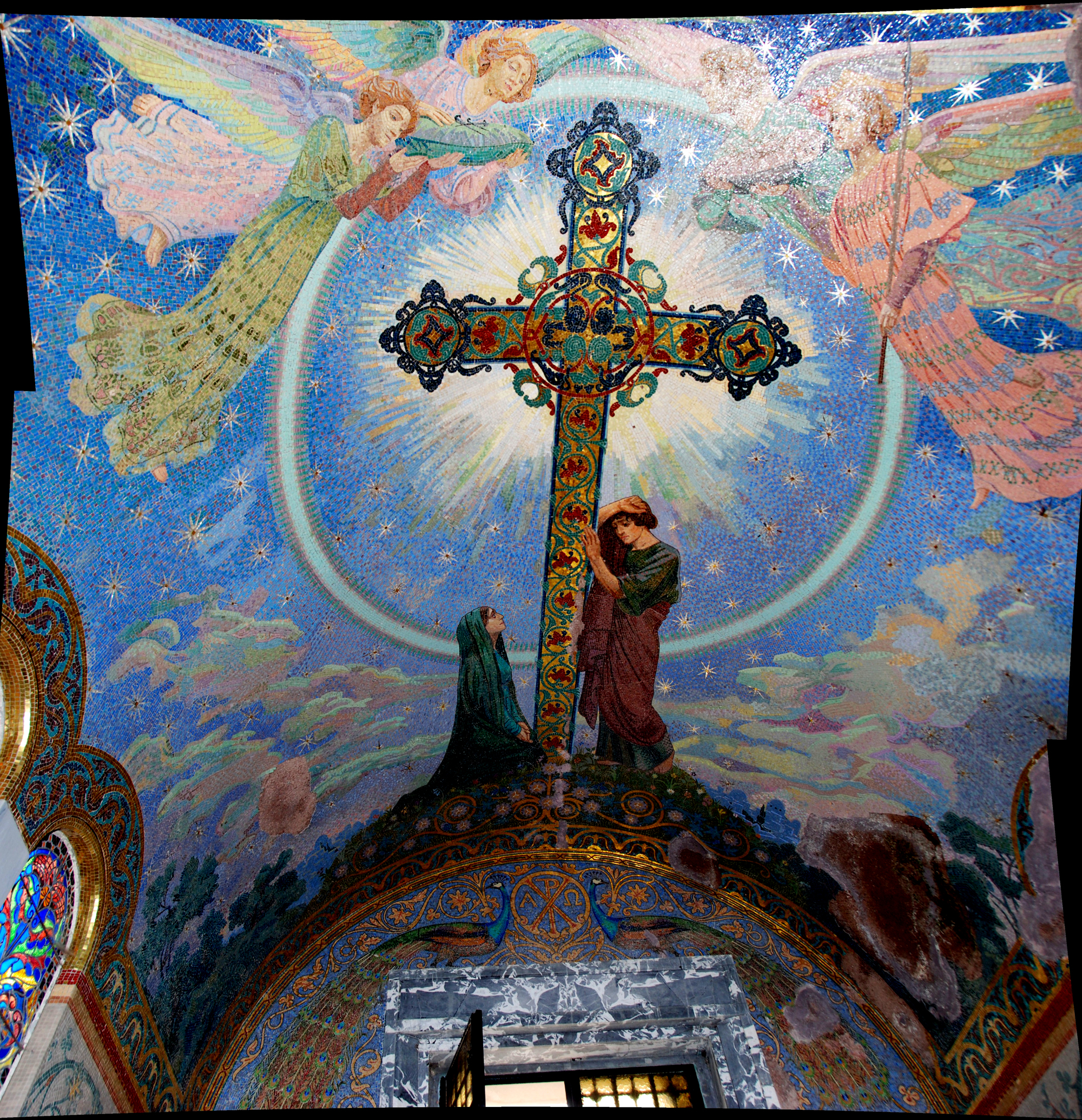
慰霊堂のモザイク画『栄光の十字架』制作は画家ルネ・マルタン（1891年-1977年）